# Церква святого апостола Андрія Первозванного (Сеньківське)
Церква святого апостола Андрія Первозванного — чинна дерев'яна парафіяльна церква у селі Сеньківське Яблуницького старостинського округу Білоберізької громади Верховинського району Івано-Франківської області. Парафія належить до Верховинського деканату Коломийської єпархії Православної церкви України. Престольне свято — 30 листопада (День Андрія).

## Історія

### Перехід з УПЦ МП до ПЦУ
Парафія належала до УПЦ Московського патріархату.
На початку квітня 2022 року парафія перейшла до Православної церкви України. Церква була зачиненою від перших днів вторгнення росії в Україну.
5 квітня 2022 року в церкві відбувся перший молебень українською мовою, який служили священники Василь Попадюк з Черемоші та Петро Данильчик з Устерік.

## Архітектура
Церква дерев'яна, невелика, однозрубна, одноверха. Нава завершена одним високим верхом на четверику середохрестя нави. До вівтаря, по обидва боки, прибудовані приділи.
Над ґанком, вівтарем та передсінням є декоративні маківки. 
Верх церкви покритий бляхою. Баня та маківка над навою — вкриті псевдозолотом. 
Споруджена церква на кам'яному фундаменті, стіни з ялинового дерева, оббиті дошками з лиштвами.